# Bathyarca glacialis
Bathyarca glacialis ist eine Muschel-Art aus der Familie der Archenmuscheln (Arcidae) in der Ordnung Arcida.

## Merkmale
Das meist gleichklappige, seltener auch leicht ungleichklappige, wenig aufgeblähte Gehäuse ist im Umriss gerundet länglich-trapezförmig. Die linke Klappe ist etwas größer als die rechte Klappe, die in der linken Klappe sitzt. Das Gehäuse wird bis 30 Millimeter lang (im Norden des Verbreitungsgebietes) und ist länger als hoch (L/B-Index = 1,6), der hintere Gehäuseteil ist etwas verlängert. Im südlichen Teil des Verbreitungsgebietes bleiben die Gehäuse mit ca. 15 Millimeter deutlich kleiner. Die kräftigen Wirbel sitzen bei einem Drittel der Gesamtdorsallänge vom Vorderende entfernt. Der Dorsalrand ist lang und gerade. Das Dorsalfeld ist vergleichsweise eng und steigt sogar zum Scharnier der beiden Klappen hin etwas an. Der Hinterrand ist breit gerundet, der Vorderrand ist wenig gekrümmt. Die Übergänge vom vorderen Dorsalrand zum Vorderrand und auch zum Ventralrand sind breit gerundet. Der Übergang vom hinteren Dorsalrand zum Hinterrand ist sehr flach gewinkelt. Der Hinterrand ist nur leicht konvex gewölbt; der Übergang zum Ventralrand ist eng gerundet bis leicht gewinkelt. Der Ventralrand ist mäßig tief gerundet. Im Ventralrand ist eine Aussparung für den Byssus vorhanden; d. h. auch bei geschlossenem Gehäuse klaffen hier die beiden Klappen. Ein flacher Sinus im Mittelfeld des Gehäuses (in Längserstreckung gesehen) ist nur in kleineren Gehäusen vorhanden. Der innere Gehäuserand der linken, größeren Klappe zeigt eine schwache Zähnelung, der Innenrand der rechten kleineren Klappe ist glatt.
Das Schloss ist taxodont, die Schlossplatte leicht gebogen. Die Zähnchen stehen in zwei Gruppen, die durch einen zahnlosen Bereich in der Mitte der Schlossplatte unterbrochen sind. In der vorderen Gruppe stehen bis zu zehn Zähnchen (meistens weniger), die hintere Gruppe enthält 10 bis 14 Zähnchen. Die hinteren Zähnchen sind länger und sind auch stärker gekippt als die Zähnchen der vorderen Gruppe. Das rhombenförmige Ligament liegt hinter den Wirbel und besteht aus wenigen Winkeln.
Die weißliche Schale ist dünn, aber trotzdem nicht zerbrechlich. Die Populationen im Süden des Verbreitungsgebietes haben etwas dickere Schalen. Die Ornamentierung besteht aus zahlreichen, radialen feinen und dicht stehenden Rippchen, die von Wachstumsstops unterbrochen sind. Das Periostracum ist dünn, braun gefärbt und zu Haaren ausgezogen.
Die zwei Schließmuskeln sind ungleich groß, der vordere Schließmuskel erreicht nur etwa zwei Drittel der Größe des hinteren Schließmuskels.

## Geographische Verbreitung, Lebensweise und Lebensraum
Das Verbreitungsgebiet von Bathyarca glacialis reicht von der Arktis beiderseits des Atlantiks bis zum Sankt-Lorenz-Golf und zum Mittelmeer. Während die Art in der Arktis eher in Küstengebieten und flacherem Wasser lebt, kommt sie in den südlichen Bereichen des Verbreitungsgebietes am Kontinentalhang, selten auch in bathyalen Bereichen vor. Der Tiefenbereich wird von etwa sechs Metern bis 4.170 Meter Wassertiefe angegeben. Bathyarca glacialis lebt mit dem Byssus angeheftet auf schlammigen, seltener auch steinigen Böden.

## Taxonomie
Das Taxon wurde von John Edward Gray 1824 als Arca glacialis vorgeschlagen. Die Art wird heute allgemein zur Gattung Bathyarca Kobelt, 1891 gestellt.

## Belege

### Online
- Marine Bivalve Shells of the British Isles: Bathyarca glacialis (J. E. Gray, 1824) (Website des National Museum Wales, Department of Natural Sciences, Cardiff)